# Раймундо Капетільйо
Раймундо Санчес Капетільйо (ісп. Raymundo Sánchez Capetillo; 1 вересня 1945, Мехіко — 12 липня 2020, там само) — мексиканський актор театру, кіно та телебачення.

## Життєпис
Народився 1 вересня 1945 року в Мехіко. Його дядьком часто називають тореадора Мануеля Капетільйо, а його двоюрідними братами — акторів Гільєрмо Капетільйо та Едуардо Капетільйо, насправді ж вони просто однофамільці. Закінчивши школу отримав дипломи економіста та викладача англійської мови, та врешті вирішив стати актором.
Його дебют у кіно та на телебаченні відбувся 1969 року, після чого він з'явився у 42 телесеріалах, теле- та кінофільмах. Також зіграв більш ніж у 20 театральних постановках, — від класичних до сучасних авторів. 2002 року номінувався на премію TVyNovelas як найкращий актор другого плану за роль доктора Альваро Луна у теленовелі «Джерело».
Раймундо Капетільйо помер 12 липня 2020 року в госпіталі Святого Ангела у Мехіко в 74-річному віці від ускладнень, викликаних коронавірусним захворюванням COVID-19.

## Вибрана фільмографія
| Рік       |   | Українська назва                    | Оригінальна назва                   | Роль                                  |
| --------- | - | ----------------------------------- | ----------------------------------- | ------------------------------------- |
| 1970      | ф | Білі троянди для моєї чорної сестри | Rosas blancas para mi hermana negra | епізод                                |
| 1971—1973 | с | Італійка збирається заміж           | Muchacha italiana viene a casarse   | епізод                                |
| 1977      | с | Помста                              | La venganza                         | Едуардо                               |
| 1978      | с | Вівіана                             | Viviana                             | Альфонсо Сернуда                      |
| 1978      | с | Мама-компаньйонка                   | Mama campanitas                     | Габріель Карвахаль                    |
| 1980      | с | Пиха                                | Ambicion                            | Армандо                               |
| 1983      | с | Хижачка                             | La fiera                            | Марсіаль Уркіса                       |
| 1985      | с | Хуана Ірис                          | Juana Iris                          | Рафаель                               |
| 1987      | с | Вікторія                            | Viktoria                            | Хоакін де лос Сантос                  |
| 1987—1988 | с | Дика роза                           | Rosa salvaje                        | доктор Рейнальдо                      |
| 1991      | с | Гіркі тенета                        | Cadenas de amargura                 | Ренато Гарса                          |
| 1992      | с | Чарівна юність                      | Magica juventud                     | Ернесто Грімальді                     |
| 1996      | с | Марісоль                            | Marisol                             | Дієго Монтальво                       |
| 1996—2002 | с | Жінка, випадки з реального життя    | Mujer, casos de la vida real        | різні персонажі (9 епізодів)          |
| 1997      | с | Материнські почуття                 | No tengo madre                      | Норберто Нерон                        |
| 1998—1999 | с | Мрійниці                            | Soñadoras                           | Орасіо де ла Макорра                  |
| 1999—2000 | с | Обдурені жінки                      | Mujeres engañadas                   | Раміро                                |
| 2000      | с | Моя доля — це ти                    | Mi destino eres tu                  | Серхіо Ріваденейра                    |
| 2001—2002 | с | Джерело                             | El manantial                        | доктор Альваро Луна                   |
| 2003      | с | Серпанок нареченої                  | Velo de novia                       | Філемон Пас                           |
| 2004      | с | Серце на межі                       | Cirazones al limito                 | Даніель Моліна                        |
| 2005      | с | Перешкода коханню                   | Barrera de amor                     | Ніколас Лінарес                       |
| 2007      | с | Пристрасть                          | Pasion                              | Хусто Дар'єн                          |
| 2008      | с | Жінки-вбивці                        | Mujeres aseinas                     | Маріано Давіла                        |
| 2008      | с | Роза Гвадалупе                      | La rosa de Guadalupe                | Гонсало                               |
| 2009      | с | Дике серце                          | Corazon salvaje                     | Рауль де Марін                        |
| 2012      | с | Сміливе кохання                     | Amor bravio                         | Франсіско Хав'єр Діас Веласко         |
| 2012—2017 | с | Як то кажуть                        | Como dice el dicho                  | Ернесто / Педро / Альваро (3 епізоди) |
| 2013      | с | Брехати, щоб жити                   | Mentir para vivir                   | Хосе Едмундо Валенсія                 |